# Chrysosoma undulatum
Chrysosoma undulatum är en tvåvingeart som beskrevs av Becker 1922. Chrysosoma undulatum ingår i släktet Chrysosoma och familjen styltflugor. Inga underarter finns listade i Catalogue of Life.